# Joachim Horn-Bernges
Joachim Horn-Bernges, eigentlich Hans-Joachim Horn-Bernges (* 27. Oktober 1949 in Bochum) ist ein deutscher Songwriter, Songtexter und Musikproduzent, der überwiegend im Schlagerbereich aktiv ist. Er ist auch unter den Pseudonymen Balzheim, Christopher Horn und Little Big Horn tätig und war seit den 1970er-Jahren an nahezu 400 Plattenveröffentlichungen beteiligt.

## Leben und Werk
Horn-Bernges wurde in Bochum geboren, lebt jedoch heute in Gera. Ursprünglich absolvierte er eine Schreinerlehre und studierte danach Architektur. 1971 ist erstmals eine Singleveröffentlichung einer seiner Titel nachweisbar, Moog Song von Craig Bolyn and the Munchkins. Horn-Bernges schrieb dann seit den 1970er-Jahren für zahlreiche, überwiegend deutschsprachige Musiker, vor allem aus dem Schlagerbereich. Ein großer Erfolg war Jenseits von Eden von Nino de Angelo aus dem Jahr 1983. Aus demselben Jahr stammt auch Hello Again von Howard Carpendale, für den er bereits seit Mitte der 1970er-Jahre zahlreiche Titel schrieb. Zudem schrieb und produzierte er in den 1980er- und 1990er-Jahren für Al Bano & Romina Power, Andreas Martin, die Wildecker Herzbuben, Peter Alexander, Karel Gott, Peter Hofmann, Roger Whittaker, Roy Black, Tommy Steiner, Vicky Leandros, Wolfgang Ziegler und einige mehr.
Vier seiner Songs waren in der Folge beim Eurovision Song Contest vertreten: Nur ein Lied von Thomas Forstner (1989) für Österreich (Platz 5), Flieger von Nino de Angelo (ebenfalls 1989) für Deutschland (Platz 14), Zusammen geh’n von Tony Wegas (1992) für Österreich (Platz 10) und Keine Grenzen – Zadnych granic von Ich Troje (2003) für Polen (Platz 7).
In jüngerer Zeit war er - meist in Zusammenarbeit mit André Franke - unter anderem für Matthias Reim, Claudia Jung, Bernhard Brink, Francine Jordi, Lara, Linda Hesse, Michelle, Monika Martin, Andrea Berg und Helene Fischer (u. a. Die Hölle morgen früh, Marathon, Mit keinem andern) tätig und schrieb für sie zahlreiche Erfolgstitel.
2010 erhielt er den Deutschen Musikautorenpreis in der Kategorie „Text Schlager“. Im folgenden Jahr war er Mitglied der Jury. Er ist Mitglied des Deutschen Textdichter-Verbands.